# Борис Андреев (революционер)
Вижте пояснителната страница за други личности с името Борис Андреев.
Борис Андреев (изписване до 1945 година: Борисъ Андрѣевъ) е български революционер, деец на Македонската младежка тайна революционна организация (ММТРО).

## Биография
Роден е в 1903 година във Велес, тогава в Османската империя. Записва се да следва ветеринарна медицина в Загреб. Като студент се включва в дейността на Македонската тайна революционна младежка организация. Член е на ръководната петорка на Скопския революционен окръг.
Арестуван е при сръбските разкритията за организацията. В ареста е подложен на жестоки мъчения: побой до изгубване на съзнание, забиване на игли под ноктите, горене с нажежено желязо по гърдите и ръцете, изкарване нощно време вън от града пред изкопан гроб и заплашване с убийство. През ноември 1927 година е изправен пред съда – т. нар. Скопски студентски процес. Адвокатът му Анте Павелич, отхвърляйки обвинения за „платени агенти“, заявява: „Обстоятелството, че хората тук се чувстват българи не може да бъде причина да се формулират политически обвинения, както се постъпва от съда в случая. Тук живеят българи и те трябва да притежават всички права, за да могат да живеят. Пуснете тези млади хора, те са необходими на своята родина и на своя народ“. Осъден е на 5 години затвор с тъмничен режим и с тежки окови. В скопския затвор, веднага след произнасяне на присъдата срещу дейците на ММТР, един албанец, агент на полицията, извършва нападения срещу Борис Андреев и Димитър Нацев.
След излизането си от затвора, продължава с революционната си дейност.
Участва в основаването на Велешкото просветно благотворително братство в Скопие, създадено на 25 януари 1942 година, и е избран в Управителното тяло. Целта на Братството е да се оказва взаимна материална подкрепа на велешани, живеещи в Скопие, и организирана подкрепа на българските власти при необходимост.